# Йохан Август фон Саксония-Гота-Алтенбург
Йохан Август фон Саксония-Гота-Алтенбург (на немски: Johann Augustvon Sachsen-Gotha; * 17 февруари 1704, Гота; † 8 май 1767, Рода) от рода на Ернестински Ветини, е принц на Саксония-Гота-Алтенбург-Рода и имперски генерал-фелдмаршал.

## Живот
Той е четвъртият син на херцог Фридрих II фон Саксония-Гота-Алтенбург (1676 – 1732) и съпругата му Магдалена Августа фон Анхалт-Цербст (1679 – 1740), дъщеря на княз Карл Вилхелм фон Анхалт-Цербст.
Йохан Август започва през 1725 г. имперска служба и се бие в Италия и Унгария и е ранен. Той участва в Австрийската наследствена война (1740 – 1748) в Силезия, Бохемия, Бавария и на Рейн и става имперски генерал-фелдмаршал.
Йохан Август се жени на 6 януари 1752 г. в Рода за графиня Луиза Ройс цу Шлайц (* 3 юли 1726, Щафелщайн; † 28 май 1773, Рода), вдовица на брат му Кристиан Вилхелм († 1748), дъщеря на граф Хайнрих I Ройс-Шлайц (1695 – 1744) и съпругата му графиня Юлиана Доротея Луиза фон Льовенщайн-Вертхайм-Вирнебург (1694 – 1734). Той живее с фамилията си в Рода, където го посещава малко преди да умре пруският крал Фридрих Велики.
Йохан Август умира на 8 май 1767 г. на 63 години в Рода и е погребан там.

## Деца
Йохан Август и Луиза Ройс цу Шлайц имат децата:
- Августа Луиза (1752 – 1805), омъжена на 28 ноември 1780 г. в Рода за княз Фридрих Карл фон Шварцбург-Рудолщат (1736 – 1793)
- дъщеря (*/† 1753)
- дъщеря (*/† 1754)
- Луиза (1756 – 1808), омъжена на 1 юни 1775 г. в Гота за велик херцог Фридрих Франц I фон Мекленбур-Шверин (1756 – 1837)